# Lomec (poutní místo)
Poutní místo Lomec je na vrchu Lomec (552 m n. m.) v katastrálním území Nestanice, na území obce Libějovice, v okrese Strakonice, v Jihočeském kraji.

## Historie

### Slovanské mohyly
Pod vrcholem zdejšího kopce objevena řada slovanských mohyl, které pocházejí zřejmě z 6.–9. století našeho letopočtu. Zdejší pohřebiště patří mezi nejzachovalejší tohoto druhu v Čechách a je řazeno mezi jedno z největších na jihu Čech. Koncem 19. století prozkoumal dvě zdejší mohyly Jan Nepomuk Woldřich. V roce 1925 zde byl Archeologickým ústavem v Praze proveden průzkum. Mohylník je památkově chráněn od roku 1958. V roce 1963 byl prohlášen za kulturní památku.

### Původ názvu
Název Lomec pochází ze 14. století. Je odvozen od nedalekého lomu, podle něhož byl pojmenován rulový vrch o nadmořské výšce 552 m, na kterém se dnešní kostel nachází. Vytěžený kámen byl mimo jiné použit právě na stavbu kostela

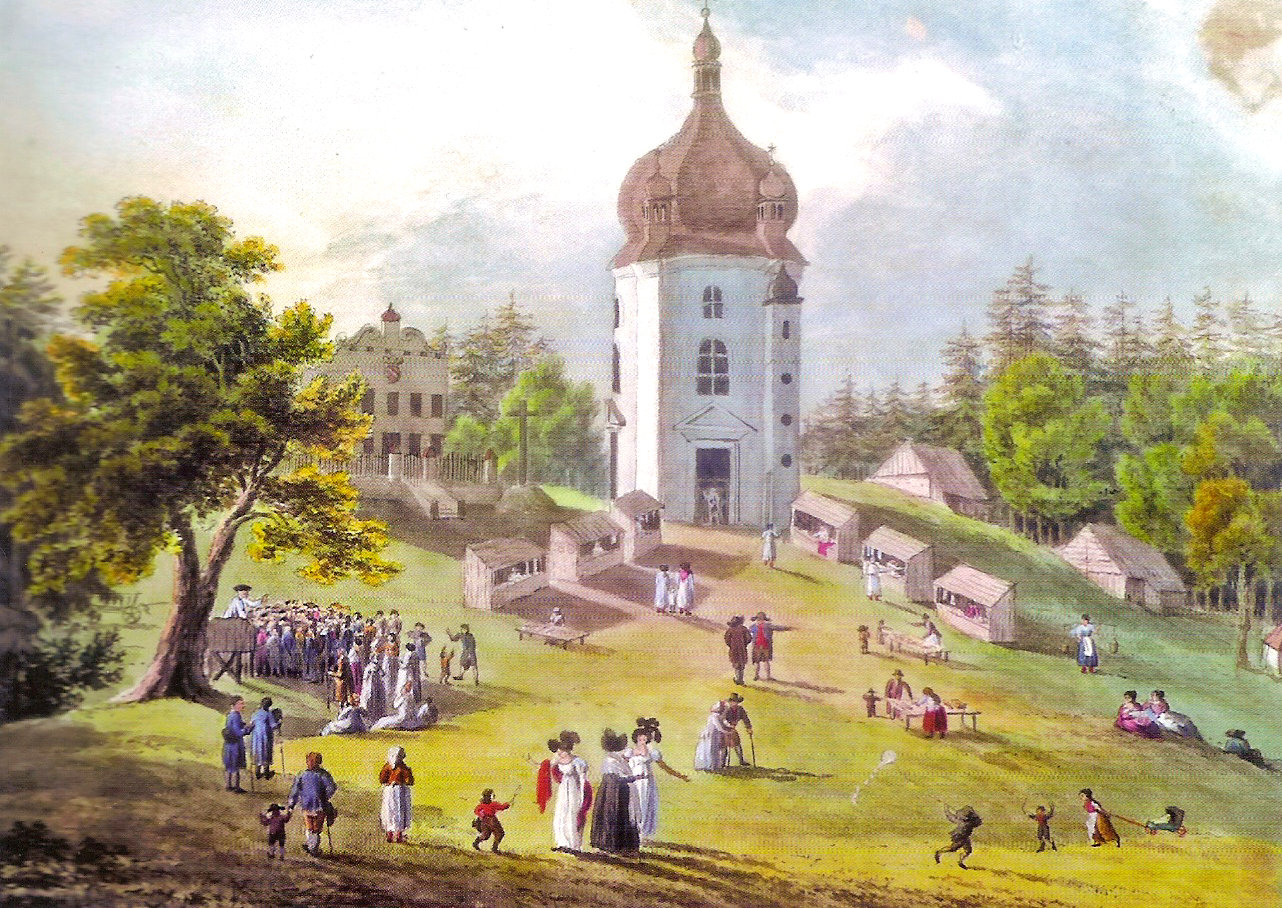
Pouť na Lomci, nedatováno, autor neznámy

## Historie poutního místa
Panství Libějovice a celý okolní kraj včetně Lomce, patřily postupně Malovcům (1352–1557), poté Rožmberkům (1557–1610), Janu hraběti Zrinskému (1610–1612), Švamberkům (1612–1621), Buquoyům (1621–1801) a Schwarzenberkům (1801–1924).
Zprvu na Lomci sídlili poustevníci – Ivanité; během vlády Josefa II. bylo jejich působení na Lomci zrušeno.
V letech 1692 až 1704 zde Filip Emanuel Buquoy nechal postavit kostel Jména Panny Marie.
V letech 1709-1710 zde nechal Albert Buquoy postavit lovecký zámeček; v roce 1801 jej koupili Schwarzenbergové. Sloužil též jako jako fara a škola. V objektu je od roku 1971, díky iniciativě českobudějovického biskupa Josefa Hloucha, klášter Kongregace Šedých sester III. řádu sv. Františka, které zde provozují poutní dům.

## Kulturní památky
- Kostel Jména Panny Marie (Lomec)
- Zámek Lomec

## Zvonice
Nedaleko kláštera stojí věž zvonice se třemi zvony. První zvon pochází ze Svaté Hory z roku 1661, po válečných rekvizicích se zde žádné původní zvony nezachovaly. Dva další zvony z Německa byl nově odlity a posvěceny roku 1974.

## Zajímavosti
- Německo-rakouský malíř Ferdinand Runk (1764-1834) namaloval obraz s názvem „Pouť na Lomci“, ve kterém detailně vypodobnil tehdejší kroje.[6][7]
- Lípa Naděje
- Křížová cesta z roku 2005, která vede od kostela ke hřbitovu

## Osobnosti
Lomec byl velmi lákavým a oblíbeným místem pro libějovickou vrchnost, kostel navštěvovali například Adolf Josef ze Schwarzenbergu s manželkou Idou nebo spisovatel Julius Zeyer, který přicházel vždy během svého pobytu ve Vodňanech. Místo jej inspirovalo k povídce Mariánská zahrada, napsané ve Vodňanech. Cesta, kterou sem přicházel, od té doby nese název Zeyerova stezka.

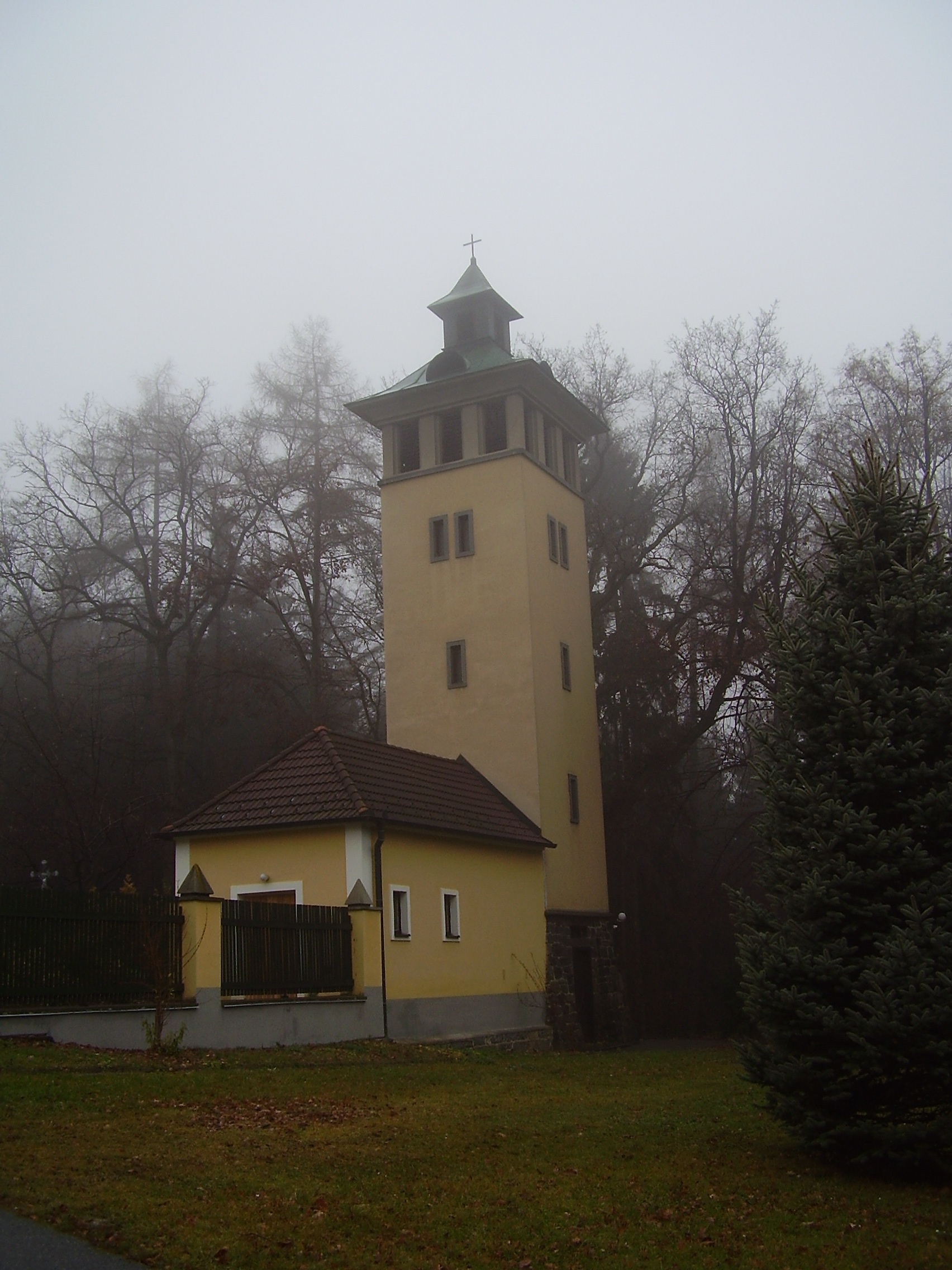
Zvonice
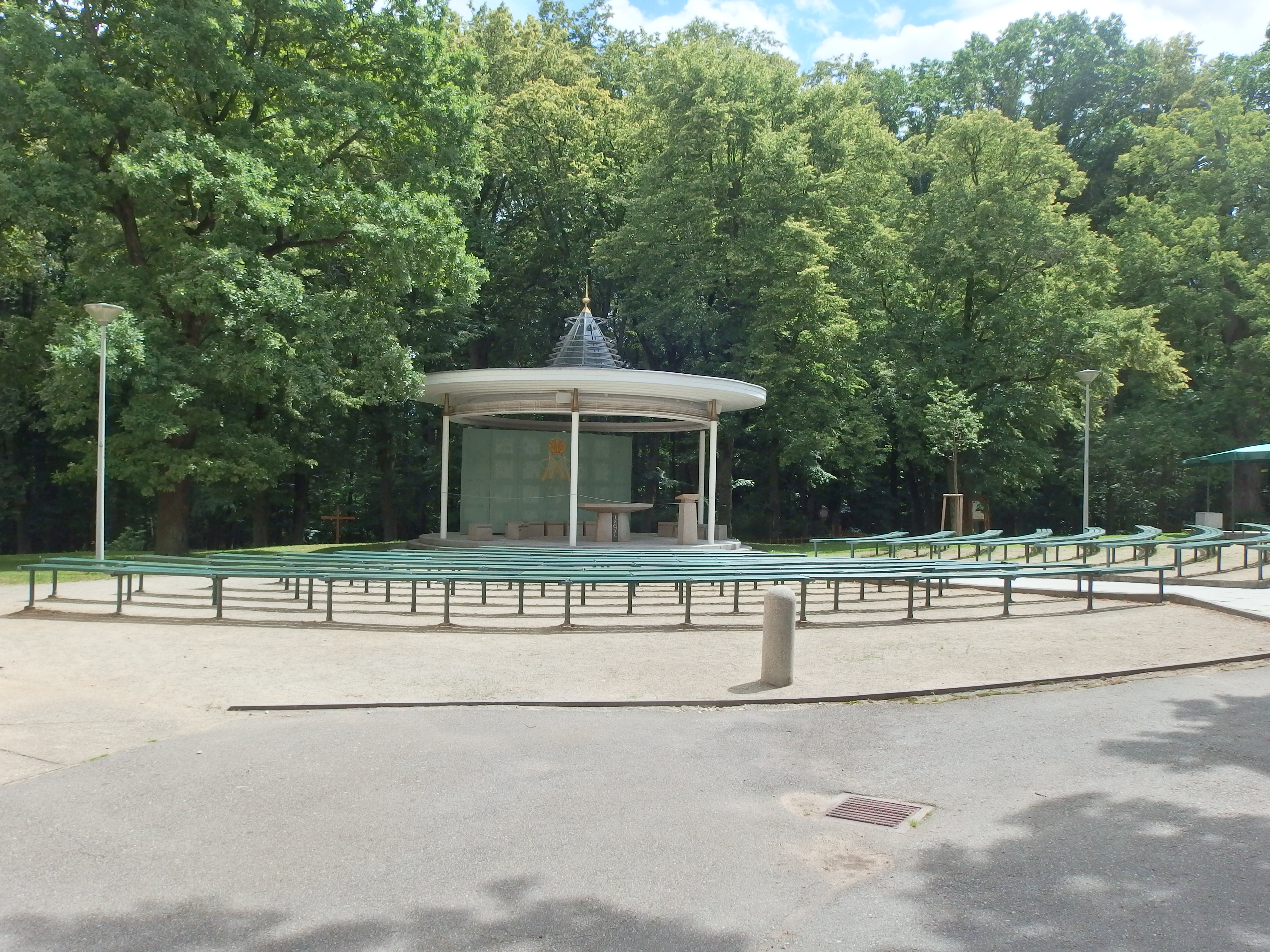
Poutní areál
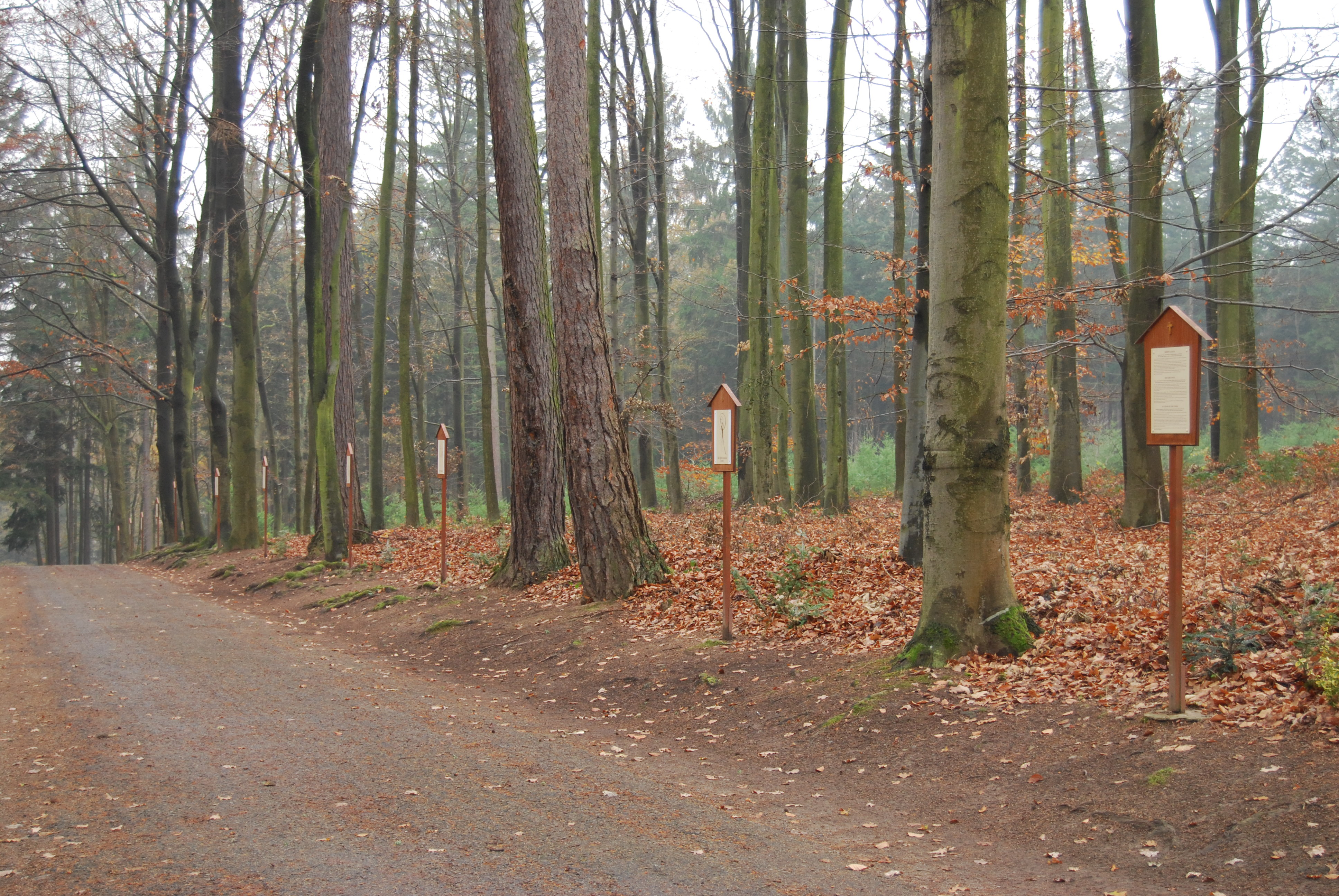
Křížová cesta
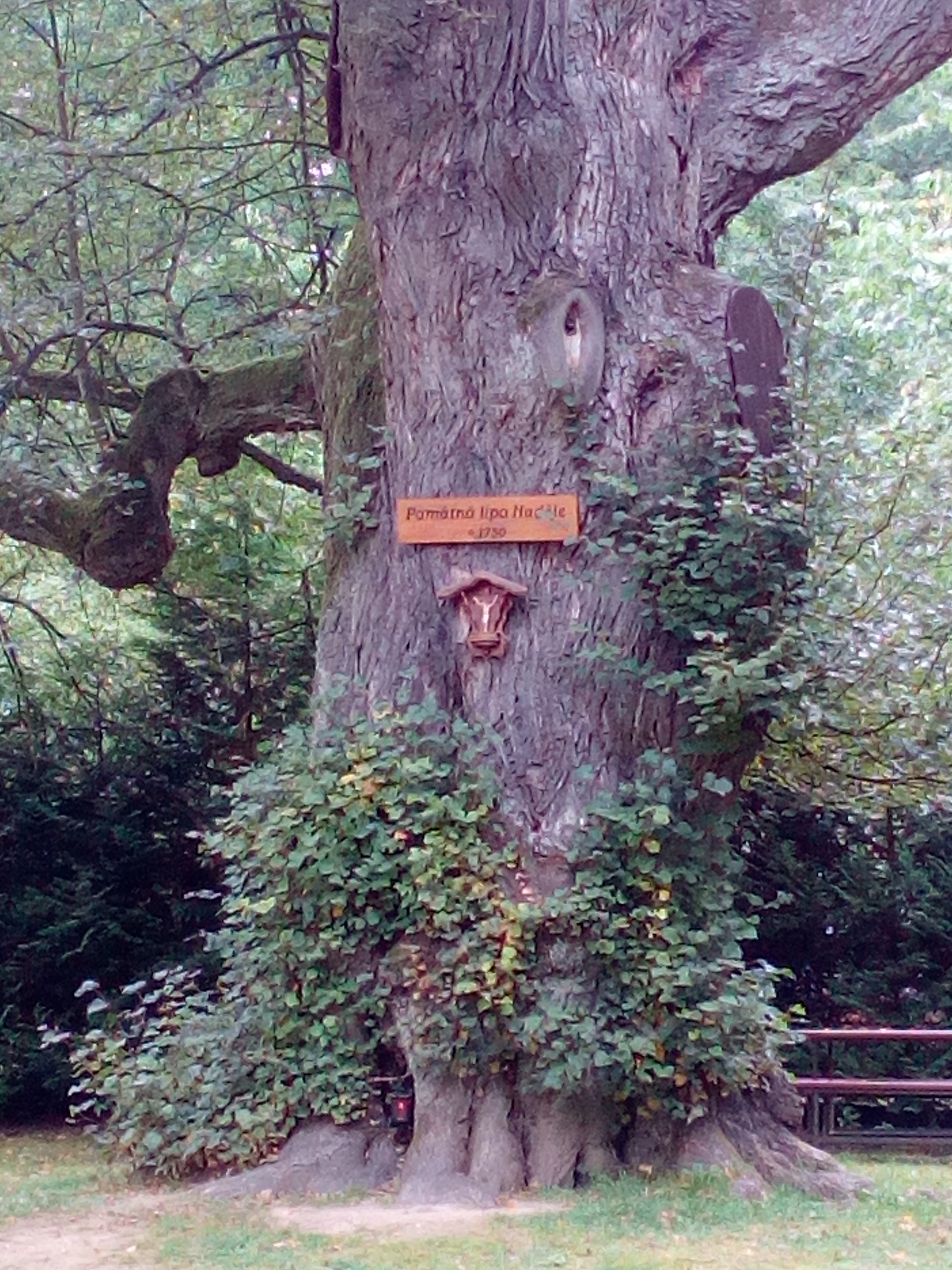
Lípa Naděje